# 錢啓忠
錢啓忠（？—？），字沃心，號清溪，浙江寧波府鄞縣人，明朝政治人物，同進士出身。錢瓚玄孫。

## 生平
錢啓忠幼有書癖，天啟元年（1621年）舉辛酉科浙江鄉試，遂執經鄒元標之門。登崇禎元年（1628年）戊辰科進士，與同年劉之綸、金聲、黃端伯、金鉉、朱天麟、吳甘來、王章、汪偉、管紹寧、周鳳翔輩結社論學，毅然以名教自持。觀政兵部，時崔呈秀、魏忠賢亂政後，所在書院盡拆毁，抗疏請復，又疏陳時事八條，皆切中利病。於是劉宗周、李邦華、賀逢聖、倪元璐深相引重，尋除南康府推官，平反之暇，修白鹿書院，朔望集諸生發明聖學。補理撫州府，修葺崇文書院，復集生徒講學。升刑部主事，上清獄囚疏，修治新監，相埋故犯四說帖，著為定例。江夏郭昭封以草廠事論死，啓忠念其為郭正域之子，力爭減戍。陳子壯、湯開遠建言下獄，上疏乞宥。丁憂服闋，轉禮部員外郎，途經山東，流殍載道，疏請留漕糧十萬石賑之，全活無算。十四年督學山東，妻戎氏率家人三十餘口，至李家莊，猝遇流寇剽掠成群，戎氏諭之放，兵羅拜，則皆昔日所活之饑民也。時詔各省學臣直陳起廢，啓忠疏舉高弘圖、華允誠、金聲、陳必謙、陳靖之，皆一時夙望。

## 家族
父錢若選，諸生，以孝稱。
從子錢肅鏞、族子錢肅臨皆克敦文行，世其學。